# Glee: The Music, The Christmas Album
Glee: The Music, The Christmas Album — четвёртый альбом саундтреков к американскому музыкальному телесериалу «Хор», который транслируется телеканалом Fox в США и Канаде. Релиз альбома состоялся 9 ноября 2010 года, и был приурочен к рождественскому эпизоду «A Very Glee Christmas», который был показан 7 декабря 2010 года. Исполнительными продюсерами стали Данте Ди Лорето и Брэд Фэлчак, а все треки были выпущены в качестве синглов посредством цифровой дистрибуции.

## Об альбоме
Шесть из двенадцати вошедших в альбом композиций — «We Need a Little Christmas», «You’re a Mean One, Mr. Grinch», «Merry Christmas Darling», «Baby, It’s Cold Outside», «Last Christmas» и «The Most Wonderful Day of the Year» — прозвучали в рождественском эпизоде «A Very Glee Christmas» от 7 декабря 2010 года. Кавер-версия «Last Christmas» была записана годом ранее, в ноябре 2009 года, и выпущена в качестве благотворительного сингла посредством iTunes Store; часть собранных средств пошла в Фонд Грэмми для финансирования детских образовательных программ. Композиция добралась до 63 строчки в чарте Billboard Hot 100, а также появилась в Australian Singles Chart и Canadian Hot 100 на шестидесятом и сорок шестом местах соответственно и на двадцать седьмом в Billboard Hot Adult Contemporary Tracks. В чарте Billboard’s Holiday Songs, который определяет популярность композиций за период каникул, «Last Christmas» заняла 20-е место в рождественский сезон 2009 года.
Трек-лист альбома был анонсирован в пресс-релизе 26 октября 2010 года. В записи альбома приняла участие канадская певица k.d. lang, которая исполнила вместе с Мэтью Моррисоном композицию «You’re a Mean One, Mr. Grinch», с незначительными изменениями, в частности, фразой «Sue the Grinch» вместо «Mr. Grinch». Кроме того, в качестве приглашённой звезды в альбоме отметился актёр Даррен Крисс, который исполнил песню «Baby, It’s Cold Outside» вместе с Крисом Колфером. В комплект с альбомом была включена рождественская поздравительная открытка.

## Список композиций
| №   | Название                               | Автор(ы)                       | Оригинальный исполнитель            | Длительность |
| --- | -------------------------------------- | ------------------------------ | ----------------------------------- | ------------ |
| 1.  | «We Need a Little Christmas»           | Джерри Херман                  | Анджела Лэнсбери в мюзикле ''Mame'' | 2:45         |
| 2.  | «Deck the Halls / Up on the House Top» | традиционная / Бенджамин Хэнби |                                     | 2:32         |
| 3.  | «Merry Christmas Darling»              | Фрэнк Пулер и Ричард Карпентер | The Carpenters                      | 3:04         |
| 4.  | «Baby, It’s Cold Outside»              | Фрэнк Лессер                   | Фрэнк Лессер                        | 2:48         |
| 5.  | «The Most Wonderful Day of the Year»   | Джонни Маркс                   | Rudolph the Red-Nosed Reindeer      | 2:02         |
| 6.  | «Last Christmas»                       | Джордж Майкл                   | Wham!                               | 3:37         |
| 7.  | «God Rest Ye Merry Gentlemen»          | традиционная                   | традиционная                        | 3:11         |
| 8.  | «O Christmas Tree»                     | традиционная                   | традиционная                        | 3:02         |
| 9.  | «Jingle Bells»                         | Джеймс Пайрпойнт               | Edison Male Quartette               | 2:56         |
| 10. | «You’re a Mean One, Mr. Grinch»        | Альберт Хог и Теодор Гейзель   | How the Grinch Stole Christmas!     | 3:20         |
| 11. | «Angels We Have Heard on High»         | традиционная                   | традиционная                        | 4:24         |
| 12. | «O Holy Night»                         | традиционная                   | традиционная                        | 5:01         |

## Чарты и сертификации
| Чарт (2010)                     | Наивысшая позиция |
| ------------------------------- | ----------------- |
| Australian Albums Chart         | 13                |
| Canadian Albums Chart           | 1                 |
| Dutch Albums Chart              | 50                |
| Irish Albums Chart              | 13                |
| New Zealand Albums Chart        | 32                |
| UK Albums Chart                 | 37                |
| U.S. Billboard 200              | 3                 |
| U.S. Holiday Albums (Billboard) | 2                 |
| U.S. Soundtracks (Billboard)    | 1                 |

| Страна        | Сертификация |
| ------------- | ------------ |
| Australia     | Золотой      |
| Ireland       | Золотой      |
| United States | Платиновый   |